# ديتر دورن
ديتر دورن (بالألمانية: Dieter Dorn) (و. 1935  م) هو ممثل، ومخرج مسرحي ألماني، ولد في لايبزيغ.

## جوائز
حصل على جوائز منها:
- النيشان البافاري الماكسيميلياني للعلوم والفن (2001)
- ميدالية كاينز  [لغات أخرى]‏
- نيشان صليب قائد فرسان من رتبة استحقاق جمهورية ألمانيا الاتحادية
- الميدالية الدستورية البافارية الذهبية ‏
- وسام الاستحقاق البافاري

## وصلات خارجية
- ديتر دورن على موقع IMDb (الإنجليزية)
- ديتر دورن على موقع مونزينجر (الألمانية)
- ديتر دورن على موقع ألو سيني (الفرنسية)
- ديتر دورن على موقع ديسكوغز (الإنجليزية)
- ديتر دورن على موقع قاعدة بيانات الفيلم (الإنجليزية)
- ديتر دورن على موقع كينوبويسك (الروسية)
- ديتر دورن في قاعدة بيانات الأفلام على الإنترنت